# Minoische Villa von Klimataria

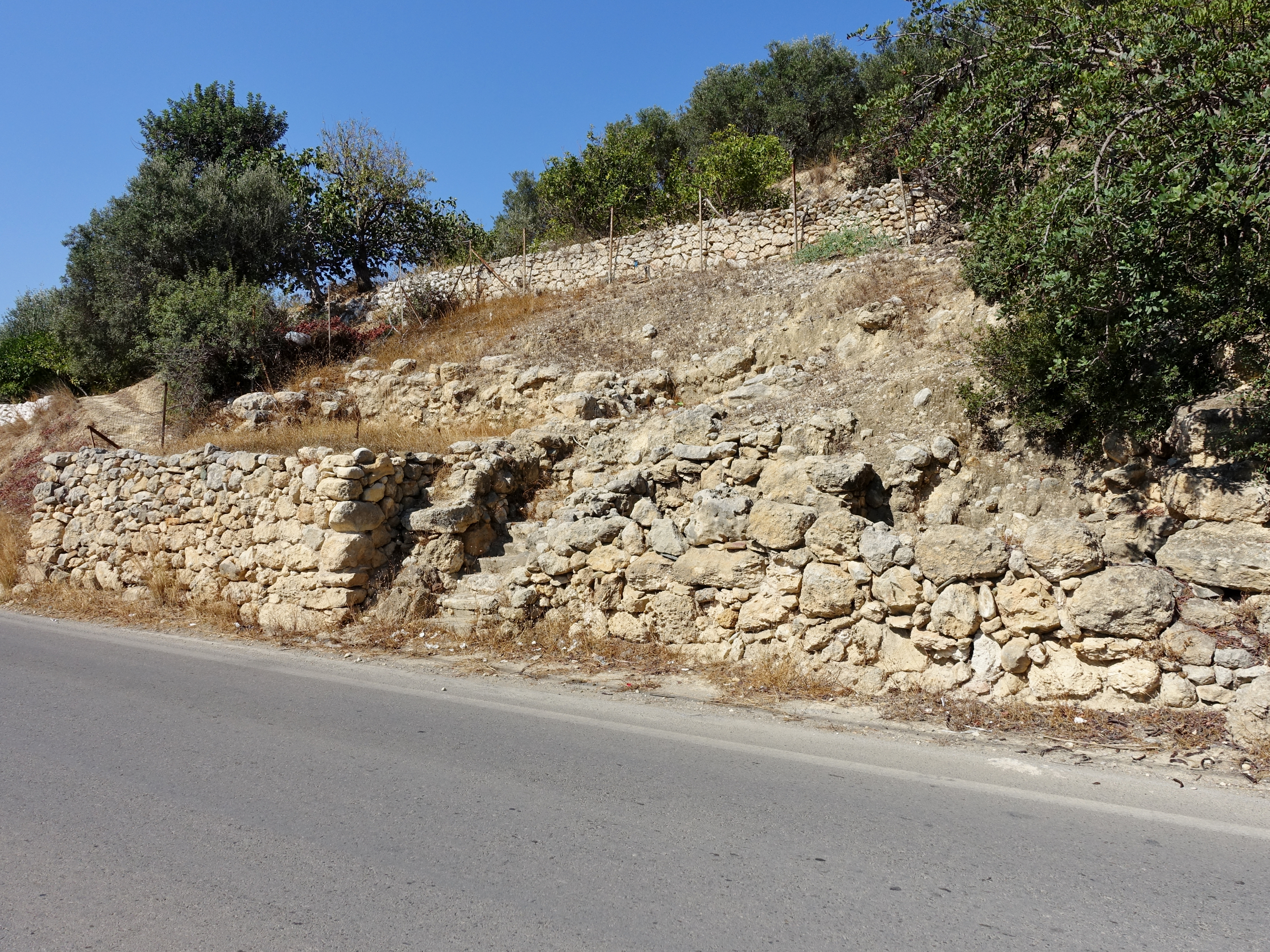
Westseite der „minoischen Villa“ von Klimataria

Die Minoische Villa von Klimataria (griechisch Κληματαριά ‚Weinlaube‘) bezeichnet eine archäologische Ausgrabungsstätte im Osten der griechischen Insel Kreta. Sie befindet sich in der Gemeinde Sitia des Regionalbezirks Lasithi. Der Gattungsbegriff „Minoische Villa“ umschreibt einen Gebäudetyp, der weitgehend auf die Neupalastzeit der minoischen Kultur beschränkt ist.

## Lage und Geschichte
Die „Minoische Villa“ von Klimataria liegt auf etwa 20 Metern Höhe am Osthang des 80 Meter hohen Hügels Manares (Μάναρες) direkt an der Straße vom etwa 1,6 Kilometer südwestlich gelegenen Ort Piskokefalo (Πισκοκέφαλο) zur Stadt Sitia (Σητεία) im Norden. Das Zentrum von Sitia ist ungefähr 2,1 Kilometer entfernt. Unmittelbar östlich der Ausgrabungsstätte fließt außerhalb der Trockenzeit der Stomio potamos (Στόμιο ποταμός), ein Bach, der über den Pedelis potamos (Πεντέλης ποταμός) bei Sitia in die Bucht von Sitia (Όρμος Σητείας) mündet. Die Bucht an der Nordküste Kretas am Ägäischen Meer liegt 1,55 Kilometer Luftlinie nordöstlich der „Minoischen Villa“.
Die Überreste des Gebäudes wurden 1952 beim Bau der Straße von Sitia nach Ierapetra entdeckt. Die geplante Straßenführung verlief direkt durch bzw. über die Grundmauern der „minoischen Villa“. Zum Zeitpunkt der ersten Besichtigung durch den Archäologen Nikolaos Platon im Oktober 1952 waren Teile der Fundstätte bereits infolge der Bauarbeiten zerstört. Heute sind die verbliebenen Gebäudeteile an beiden Seiten der Straße sichtbar. Nach den Ausgrabungen von Nikolaos Platon von 1952 bis 1954 wurde die archäologische Stätte im Jahr 2003 unter der Leitung von Eleni Mantzourani erneut untersucht.

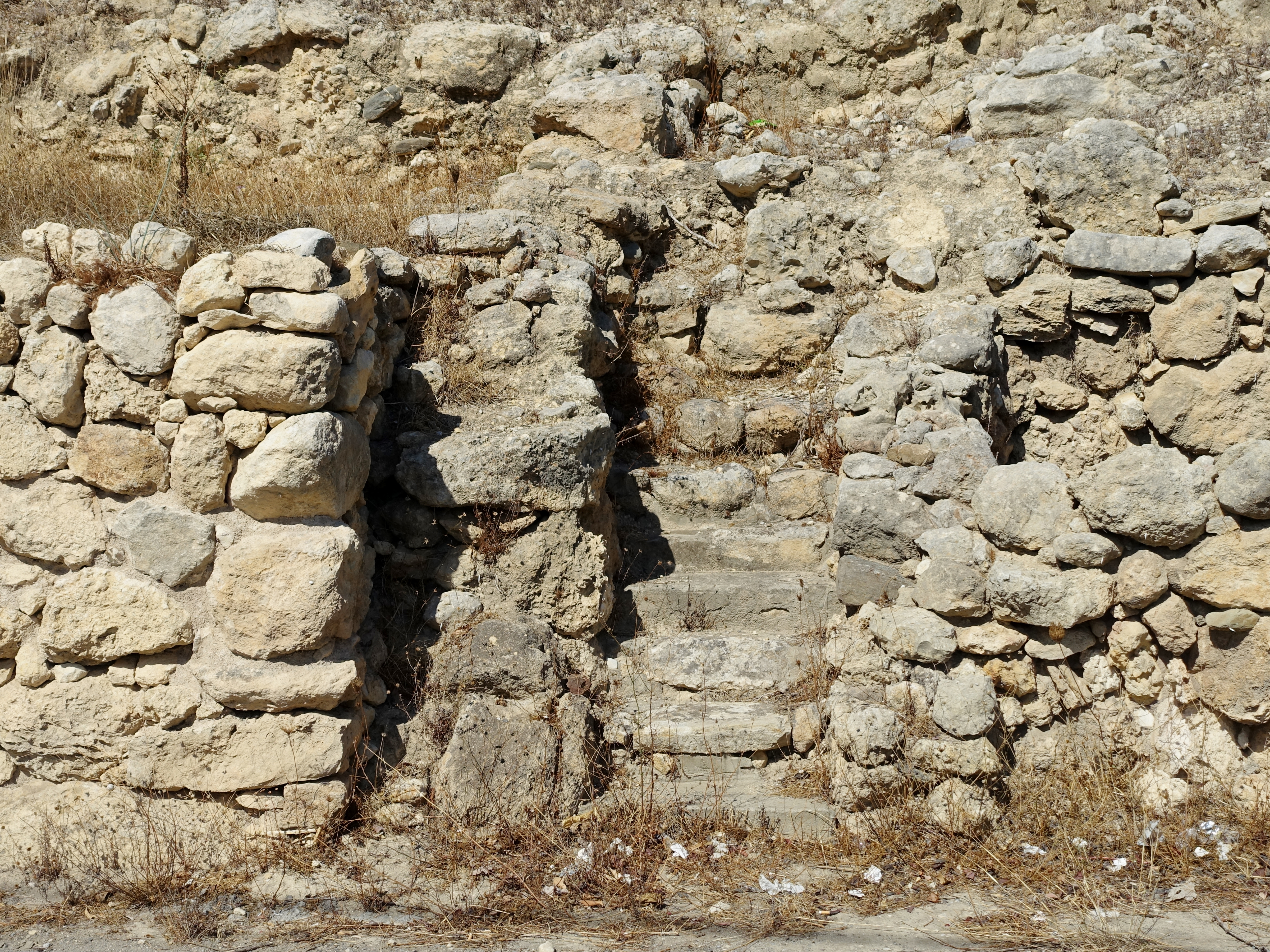
Treppe des Westflügels

Die „minoische Villa“ von Klimataria wurde von der mittelminoischen Phase MM III A bis in die spätminoische Phase SM I (etwa 1700–1480 v. Chr.) genutzt. Wie die „Villen“ von Achladia, Zou und Agios Georgios gehörte sie in der Neupalastzeit zum Hinterland des Palastes von Petras. Das einzeln stehende, zu keiner Siedlung gehörende Gebäude wurde am Ostabhang des Manares-Hügels auf vier Ebenen errichtet. Bei einer Nord-Süd-Ausdehnung von 21 Metern und einer Ost-West-Ausdehnung von 30 Metern (etwa 70 × 100 minoische Fuß) umfasste es eine bebaute Fläche von 486 m². Der Archäologe Jan Driessen schätzte die Einwohnerzahl auf 48 Bewohner, basierend auf 10 m² pro Person. Die Dicke und solide Konstruktion der Wände weist auf mindestens ein Obergeschoss.

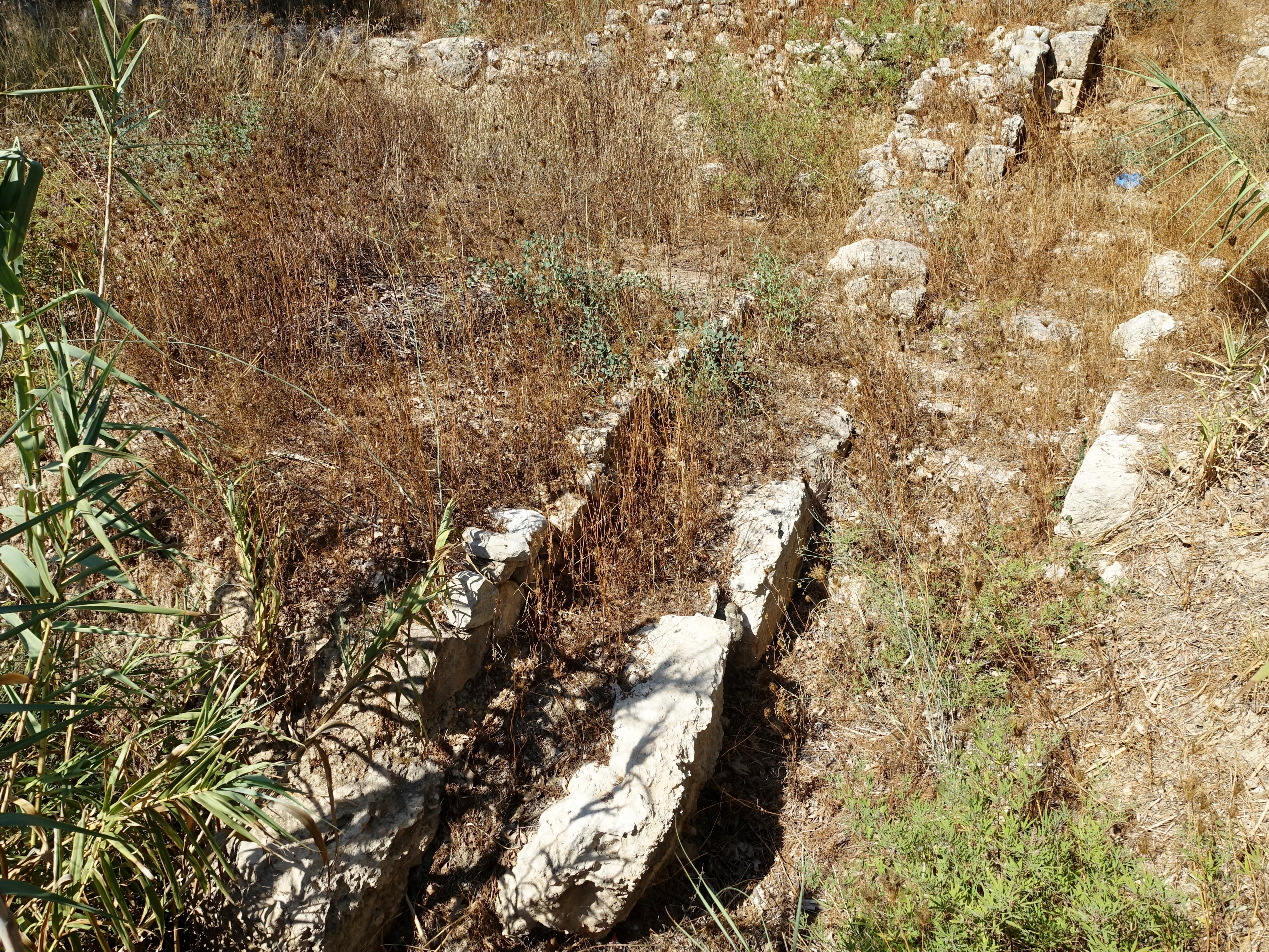
Nördliche Treppe des Ostflügels

Das Bauwerk entstand überwiegend aus unbehauenem Mergel-Kalkstein der Umgebung des Standortes. Daneben wurde eine begrenzte Menge Sandstein aus weiterer Entfernung verwendet. Einige Außenwände, aber nicht nur diese, sind als Quadermauerwerk ausgeführt. Die Größe der verwendeten Quader variiert zwischen 0,80 × 0,60 × 0,60 Meter und 1,40 × 1,85 × 0,70 Meter. Im unteren Bereich scheint das Mauerwerk vor Hochwasser des Stomio potamos geschützt zu haben, dessen Bett nach Nikolaos Platon in minoischer Zeit weiter westlich, fast an den Grundmauern der „Villa“ verlief. Durch die beidseitigen Treppenaufgänge des Ostflügels und die zwei Eingangshäuschen wies das Gebäude eine symmetrische Struktur auf. Im Westflügel verläuft eine Treppe in der Mitte zwischen den Räumen nach oben. Insgesamt wurden nur Basen von drei Türpfosten und einer Säule gefunden.
In beiden Flügeln der Gebäudereste wurden Unterteile von Pithoi entdeckt, die sich für die Lagerung verschiedener Produkte eigneten. Dies führte zu der Annahme, dass die „minoische Villa“ von Klimataria landwirtschaftlichen Zwecken diente. Es besteht die Vermutung, dass die um die „Villa“ angebauten Produkte über den Stomio potamos zur Bucht von Sitia verschifft wurden.